# レックム・市原奈緒美
レックム・市原奈緒美（ナオミ・イチハラ・レックム、Naomi Ichihara Røkkum, 1987年1月23日 - ）は、ノルウェーの政治家。

## 経歴
ノルウェー人の父と日本人の母の間に産まれる。2009年以来国際自由青年連合の副議長で、2011年からは幹事長である。オスロ市議会に選出された。ノルウェー自由青年党の執行委員と国際係を2007年－2010年まで政治活動をする以外にも、Norwegian Association for Students and Academics International Assistance Fund (SAIH)の執行委員と「若い学者」Unge Forskereという団体の議長でもあった。

## 著書
『若者文化 - 「人民を映す鏡」の中の若者たち』（ノルウェーを知るための60章、明石書店、2014）